# Лерински революционен район
Леринският революционен район от Битолския революционен окръг на Вътрешната македоно-одринска революционна организация обхваща териториите на Леринската каза в Османската империя с главен град Лерин.

## Описание
Леринската каза обхваща около 100 села, в които българите са мнозинство, турците – малцинство и има едно албанско християнско село – Негован. Половината от българите обаче са гъркомани, които пречат на българското революционно дело, помагайки на турците и на гръцките чети. Градът е организиран във ВМОРО предимно от учителите в Леринската българска прогимназия, които не са леринчани. От самите жители на града малцина участват активно в революционната дейност, тъй като той е предимно гъркомански. Изявени лерински ръководители на ВМОРО са Илия Димушев, поп Анастас Кръстев и Тего Зисов.
Още от 1897 година районът е организиран добре от районния войвода Марко Лерински от Котел, фетфебел от Българската армия. Четата му е образцова и се превръща в школа за много бъдещи войводи на Организацията. След смъртта на Марко в 1902 година, по време на Илинденското въстание е назначен за ръководител Георги Попхристов, подпомаган от Георги Папанчев  и Леко Настев. През въстанието обаче в Леринско няма големи акции и след въстанието доста от дейци се легализират.
От 1905 година лерински войвода е Тане Стойчев, а след смъртта му в 1907 година е заместен от Дзоле Стойчев, като Милан Матов назначава за негов помощник Кръсте Льондев, за полски войвода Маликот Кръсте, а за сетински войвода Пеце Христов.